# Mirjam van Praag
Céline Mirjam van Praag (Schiedam, 11 november 1967) is sinds 1 maart 2025 voorzitter van de Adviesraad Wetenschap Technologie en Innovatie (AWTI). Zij is tevens hoogleraar Ondernemerschap en Leiderschap aan de Vrije Universiteit Amsterdam (VU) en lid van de KNAW. Zij bekleedde de functie van voorzitter van het college van bestuur van de Vrije Universiteit Amsterdam van maart 2018 tot september 2023. Voorheen was ze onder meer hoogleraar Ondernemerschap aan de Copenhagen Business School waar ze als eerste de Mærsk Mc-Kinney Møller-leerstoel bekleedde, hoogleraar Ondernemerschap & Organisatie aan de Universiteit van Amsterdam waar ze Amsterdam Center for Entrepreneurship (ACE) oprichtte en leidde en kroonlid van de Sociaal-Economische Raad (SER).

## Jeugd en opleiding
Mirjam van Praag is de jongere dochter van de econometrist Bernard van Praag (geb. 1939) en Loes van Weezel (geb. 1940) en een kleindochter van de hispanist J.A. van Praag. Haar beide ouders zijn afkomstig uit Joodse gezinnen en hebben tijdens de Tweede Wereldoorlog ondergedoken gezeten. Zij groeide samen met haar oudere zus (geb. 1964) op in de buurt van Rotterdam en deed in 1986 eindexamen gymnasium-beta aan de Scholengemeenschap de Krimpenerwaard. Zij was van haar 15e tot 21e levensjaar lid van de Joodse jongerenvereniging Haboniem-Dror.
Van Praag studeerde in 1991 (cum laude) af in de econometrie aan de Universiteit van Amsterdam. In haar studententijd was ze lid van de Studentenvereniging SSRA. Tijdens haar studie werkte van Praag als student-assistent bij SEO Economisch Onderzoek.
Van september 1992 tot eind 1995 werkte Van Praag aan haar promotie-onderzoek en doceerde ze micro-economie aan de Faculteit Economie en Bedrijfskunde van de UvA. Haar promotoren waren prof. J.S. (Mars) Cramer en prof. J. (Joop) Hartog. Tegelijkertijd werkte ze bij Intomart GfK als junior new business developer en adviseur. Tijdens haar promotieonderzoek woonde ze een half jaar in Israël en werkte zij aan de Universiteit van Tel Aviv. Zij promoveerde in 1996 (cum laude) aan de Universiteit van Amsterdam in de economische wetenschappen. De titel van haar proefschrift was Determinants of Successful Entrepreneurship en werd later uitgegeven bij Edward Elgar Publishing.

## Loopbaan
Voorafgaand aan haar promotietraject bij de UvA, werkte Van Praag bij Procter & Gamble als financieel analyst (1991-1992). Na haar PhD werkte ze drie bij jaar de Boston Consulting Group om eind 1998 terug te keren naar de wetenschap als Associate Professor Organization Economics bij de Universiteit van Amsterdam. Hieruit ontstonden de bachelor en master opleidingen in 'Organization Economics'. In 2005 werd Van Praag benoemd als hoogleraar "Entrepeneurship & Organization" bij de UvA en richtte ze het Amsterdam Center for Entrepeneurship (ACE) op. ACE is uitgegroeid tot een groot Amsterdams samenwerkingsverband dat op basis van onderwijs en onderzoek een brug slaat tussen de academische wereld en het Nederlandse bedrijfsleven, beleidsmakers en (student-)ondernemers. De minoren entrepreneurship aan de Amsterdamse kennisinstellingen zijn hieruit ontstaan, evenals de joint master in Entrepreneurship van de UvA en de VU.
Begin 2014 werd Van Praag benoemd als eerste professor op de Mærsk Mc-Kinney Møller-leerstoel bij Copenhagen Business School. In maart 2018 keerde ze terug naar Amsterdam als voorzitter van het college van bestuur van de Vrije Universiteit Amsterdam als opvolger van Jaap Winter. Bij haar afscheid na 5,5 jaar als bestuursvoorzitter in september 2023 ontving ze uit handen van burgemeester Femke Halsema de Frans Banninck Cocqpenning vanwege haar inzet voor de universiteit en het ondernemerschap in de stad. Margrethe Jonkman heeft Van Praag opgevolgd als bestuursvoorzitter VU Amsterdam. 
Sinds september 2023 is Van Praag hoogleraar Entrepreneurship & Leadership aan de VU Amsterdam. Vanaf maart 2025 combineert ze deze leerstoel met het voorzitterschap van de Adviesraad voor wetenschap, technologie en innovatie (AWTI) als opvolger van Eppo Bruins die benoemd is als minister OC&W in het kabinet Schoof.

## Nevenactiviteiten
Van Praag is toezichthouder/commissaris bij De Nederlandsche Bank (2020-) en lid van de Bankraad. In 2021 volgde ze Alexander Rinnooy Kan op als voorzitter van de raad van toezicht van Debat- en Cultuurcentrum De Balie. Verder is Van Praag vice-voorzitter van de raad van toezicht van de Anne Frank Stichting (2019-); bestuurslid van de American European Community Association (AECA) The Netherlands (2021-); voorzitter van de regenten van de Professor de Vries Stichting (2024-) als opvolger van Hans Schenk, commissaris van BiotechBooster (2024-) en lid van de adviesraden van De Nationale Denktank (2025-), Everyday Heroes (2020-) en Nationaal Coordinator Antisemitisme Bestrijding (NCAB, 2023-). 
In het verleden had Van Praag ook verschillende nevenfuncties. Ze was bijvoorbeeld Kroonlid van Sociaal-Economische Raad (SER) (2010-2018), voorzitter van de Amsterdamse Academische Club (2010-2013) en ze was commissaris/toezichthouder bij onder meer Algemene Pensioen Groep, APG (2008-2013), het Centraal Planbureau, (CPB) (2010-2014) en Berlingske Media onderdeel van DPG Media (2014-2019).

## Onderzoek
Mirjam van Praag is een prominente voortrekker van onderzoek naar de economische rol en betekenis van ondernemerschap. Ze gebruikt geavanceerde econometrische modellen om de motivatie en de succesfactoren van ondernemers te onderzoeken. Daarnaast onderzoekt ze met behulp van (veld-)experimenten het effect van verschillende interventies op het gedrag van ondernemers. Haar publicaties benadrukken het belang van onderwijs voor succesvol ondernemerschap en laten zien dat teams met een evenwichtige balans betere prestaties leveren dan eenzijdig samengestelde teams. Van Praags meer recente werk heeft belangrijke inzichten opgeleverd in de dynamiek van ondernemerschap en leiderschap, en de verschillen in houding en gedrag tussen ondernemers en managers/bestuurders.
Van Praags onderzoeksonderwerpen op het gebied van ondernemerschap zijn:
1. Succes en falen: Onderzoek naar de factoren die bijdragen aan het succes en falen van ondernemers, zoals de rol van onderwijs, vaardigheden, ervaring en intelligentie. Haar werk heeft bijgedragen aan een beter begrip van wat ondernemers succesvol maakt en hoe ondernemerschap kan worden bevorderd. Haar belangrijkste co-auteurs in dit domein zijn Gary Duschnitsky, Joop Hartog, Simon Parker, Justin van der Sluis en Diego Zunino.
2. Motivatie, incentives en gedrag van ondernemers (versus managers): Met experimenten en modellen onderzoekt Van Praag gedragen houding van ondernemers (vergeleken met bijvoorbeeld managers). Ondernemers zijn vaak meer geneigd om risico's te nemen en vertrouwen meer op intuïtie en heuristieken. Ook onderzoekt ze wat motiveert tot ondernemerschap. Haar belangrijkste co-auteurs op dit gebied zijn Mars Cramer, Laura Rosendahl Huber, Martin Koudstaal, Simon Parker, Randolph Sloof, Theo Vladasel.
3. Leiderschap, teams, diversiteit en rolmodellen: In verschillende (veld-)experimenten heeft van Praag bijvoorbeeld aangetoond dat verscheidene aspecten van diversiteit in ondernemersteams de prestaties van die teams verbeteren. Haar belangrijkste co-auteurs op dit thema zijn Sander Hoogendoorn, Laura Rosendahl Huber, Hessel Oosterbeek, Simon Parker, Vera Rocha, Randolph Sloof en Theo Vladasel .
4. Nature, nurture, opleiding en ondernemerschap: Van Praag toont aan dat ondernemerschap meer “nurture” dan “nature” is; dat de waarde van educatie voor ondernemers groot is, maar dat specifieke ondernemersopleidingen vaak niet het beoogde effect sorteren. Goed ontworpen educatieve programma's daarentegen kunnen essentiële ondernemerschapsvaardigheden ontwikkelen. Haar belangrijkste samenwerkingspartners: Laura Rosendahl Huber, Matthew Lindquist, Hessel Oosterbeek, Simon Parker, Randolph Sloof, Justin van der Sluis, Joeri Sol en Theo Vladasel.
5. Impact van ondernemerschap: haar onderzoek laat het economisch en maatschappelijk belang van ondernemerschap zien, veelal via innovatie. Co-auteurs in dit domein: Joern Block, Christian Fisch, Jose Millan, Conception Roman, Andre van Stel en Peter Versloot
Van Praags werk is goed gepubliceerd en veel geciteerd. Met haar wetenschappelijk onderzoek naar ondernemerschap heeft Mirjam het ondernemingsklimaat in Nederland weten te versterken.

## Belangrijkste publicaties
- Zunino, Diego, Gary Duschnitsky and Mirjam van Praag (2022) How do investors evaluate past entrepreneurial failure? Unpacking failure due to lack of skill versus bad luck, Academy of Management Journal , 65(4)

- Rocha, V. and M. van Praag (2020) Mind the Gap: The Role of Gender in Entrepreneurial Career Choice and Social Influence by Founders, Strategic Management Journal 51(5), 841-866

- Hoogendoorn, S., Parker, S.C. & van Praag, M. (2017) Smart or diverse start-up teams? Evidence from a field experiment, Organization Science, Vol. 28, No. 6, pp. 1010-1028
- Koudstaal, M., Sloof, R. & van Praag, M. (2016), Risk, Uncertainty and Entrepreneurship: Evidence from a Lab-in-the-Field Experiment Management Science, Vol. 62, No. 10, pp. 2897-2915
- Lindquist, M., Sol, J. & van Praag, C.M. (2015), Why do Entrepreneurial Parents have Entrepreneurial Children? Journal of Labor Economics, Vol. 33, No. 2, 4.2015, pp. 269-296
- Rosendahl Huber, L., Sloof, R. & van Praag, C.M. (2014), The Effect of Early Entrepreneurship Education: Evidence from a Field Experiment The European Economic Review, Vol. 72, 11.2014, pp. 76-97
- Hoogendoorn, S.M., Oosterbeek, H. & van Praag, C.M. (2013), The Impact of Gender Diversity on the performance of business teams: Evidence from a field experiment Management Science, Volume 59 Issue 7, July 2013, pp. 1514-1528

## Lidmaatschappen en onderscheidingen
Van Praag kreeg in 2023 uit handen van burgemeester Femke Halsema de Frans Banninck Cocqpenning bij haar afscheid als voorzitter van het College van Bestuur van de Vrije Universiteit Amsterdam vanwege haar inzet voor de universiteit en het ondernemerschap in de stad. In 2020 werd zij verkozen tot lid van de Koninklijke Nederlandse Akademie van Wetenschappen (KNAW).
Verder is Van Praag sinds 2010 lid van de Koninklijke Hollandsche Maatschappij der Wetenschappen (KHMW), sinds 2016 fellow van the Centre for Economic Policy Research (CEPR) en sinds 2002 fellow van het Tinbergen Instituut. Ze is als “Editorial (advisory) Board Member” verbonden aan enkele wetenschappelijke tijdschriften op haar vakgebied.

## Privéleven
Van Praag heeft een partner en twee volwassen kinderen.